# Mont Gabriel
Mont Gabriel – niewysoki szczyt we wschodniej Kanadzie, w prowincji Quebec. Szczyt jest częścią ośrodka narciarskiego. Znajduje się tutaj 18 tras narciarskich, z czego 2 o łatwym stopniu, 6 o średnim stopniu, 7 o zaawansowanym stopniu i 3 o bardzo trudnym stopniu trudności. Trasy obsługiwane są przez 5 wyciągów.
Często rozgrywane są tu zawody w ramach Pucharu Świata w narciarstwie dowolnym.